# Wienerfilharmonikernas nyårskonsert 1970
Wienerfilharmonikernas nyårskonsert 1970 räknas som den 30:e nyårskonserten från Wien och ägde rum den 1 januari 1970 i Wiens Musikverein. Den dirigerades för 16:e gången gången av Willi Boskovsky. Det var den tolfte nyårskonserten vars 2:a del sändes på TV via Eurovision. Det sändes också för femte gången på Intervision, TV-föreningen för de tidigare socialistiska staterna.

## Historia
Strikt räknat var det Wienerfilharmonikernas 25:e nyårskonsert, eftersom det inte var förrän 1946 som Josef Krips introducerade denna titel, som behölls 1947 och därefter. Dessutom var det den 31:a Årsskifteskonserten, för vid årsskiftet 1939/40 gavs det en Außerordentliches Konzert (extraordinär konsert) av Wienerfilharmonikerna, som dock ägde rum på nyårsafton 1939. Från 1941 dirigerades den av Clemens Krauss, med undantag för åren 1946 och 1947 då Krauss förbjöds att dirigera på grund av sin närhet till nazistregimen och ersattes av Josef Krips.
Efter Clemens Krauss död 1954 valdes Willi Boskovsky enhälligt av orkestermedlemmarna till positionen som permanent dirigent för nyårskonserten, som han dirigerade för första gången 1955 (och fram till 1979). Willi Boskovsky är ihågkommen för att han dirigerade om inte hela, så åtminstone stora delar av konserten (mestadels valserna), med violinstråken och fiolen vilande på höften och upprepade gånger med sitt fiolspel förmådde orkestern att anamma hans speciella spelstil
förde den till hakan för att överföra sin egen violinrelaterade fart till orkestern.
Enskilda musikstycken ackompanjerades av balettinspelningar. Medlemmar ur baletten i Wiener Staatsoper dansade och koreografin gjordes av Dia Luca.
Den andra delen av nyårskonserten sändes på TV. Det var ett Eurovision-program gemensamt producerat av österrikiska ORF och Zweite Deutsches Fernsehen (ZDF). Det var dessutom den första nyårskonserten som sändes i färg.
Genom ett samarbete 1966 med Intervision – en institution jämförbar med Eurovision i dåtidens socialistiska länder – som ORF och även finsk TV tillhörde, sändes Wienerfilharmonikernas nyårskonsert till Tjeckoslovakien, Polen, Östtyskland, Rumänien och Ungern.
Förutom i Österrike sändes programmet i Belgien, Västtyskland, Frankrike, Storbritannien, Italien, Nederländerna, Sverige, Schweiz, Finland, Norge, Spanien, Danmark, Luxemburg, Portugal, Irland och Jugoslavien.
 För första gången sändes konserten i Australien, det första icke-europeiska landet. Totalt sändes det i 22 länder.

## Program

### 1:a delen
1. Johann Strauss den yngre: Ouvertyr till operetten Indigo und die 40 Räuber
2. Josef Strauss: Aquarellen, Vals, op. 258
3. Josef Strauss: Extempore, Polka française, op. 241
4. Johann Strauss den yngre: Stadt und Land, Polka mazur, op. 322
5. Josef Strauss: Plappermäulchen (Musikalischer Scherz), Polka schnell, op. 245
6. Joseph Lanner: Die Romantiker, Vals, op. 167
7. Johann Strauss den yngre: Klänge der Heimat, Csárdás ur Die Fledermaus, o. op.*

### 2:a delen
1. Johann Strauss den yngre: Ouvertyr till operetten Prinz Methusalem
2. Johann Strauss den yngre: Tausend und eine Nacht, Vals, op. 346
3. Josef Strauss: Heiterer Muth, Polka française, op. 281
4. Josef Strauss: Ohne Sorgen, Polka schnell, op. 133
5. Johann Strauss den yngre och Josef Strauss: Pizzicato-Polka
6. Johann Strauss den yngre, Josef Strauss och Eduard Strauss: Schützen-Quadrille*
7. Eduard Strauss: Mit Extrapost, Polka schnell, op. 259*
8. Johann Strauss den yngre: Seid umschlungen, Millionen, Vals, op. 443
9. Johann Strauss den yngre: Demolirer-Polka, op. 269
10. Johann Strauss den yngre: Leichtes Blut, Polka schnell, op. 319

### Extranummer
1. Johann Strauss den yngre: Vergnügungszug, Polka schnell, op. 281
2. Johann Strauss den yngre: An der schönen blauen Donau, Vals, op. 314
3. Johann Strauss den äldre: Radetzkymarsch, op. 228

Verkförteckningen och verkens ordning finns på Wienerfilharmonikernas webbplats.
De verk markerade med * stod för första gången på programmet till en Nyårskonsert.

## Weblänkar
- Programmet till nyårskonserten 1970 på wienerphilharmoniker.at